# 쿼바디스 도미네
《쿼바디스 도미네》(영어: Quo Vadis)는 2001년에 개봉한 폴란드의 영화이다. 헨리크 시엔키에비치의 소설 《쿠오 바디스》를 바탕으로 제작되었다.

## 한국판 성우진(KBS) (2009년 12월 24일)
- 양석정 - 비니키우스(파벨 델라그)
- 장광 - 페트로니우스(보거슬라브 린다)
- 김소형 - 네로(마칼 바조)
- 서지연 - 리기아(막달레나 미엘카즈)
- 온영삼 - 베드로(프란시스젝 피에즈카)
- 김정호 - 크리스푸스(제르지 노왁)
- 유해무 - 킬로(제르지 트렐라)
- 최문자 - 악테(말고르자타 피에친스카)
- 김영진 - 티겔리누스(크르지스토프 마흐작)
- 오수경 - 포페아(이그니즈카 와그너)
- 류다무현 - 우르수스(라팔 쿠박키)
- 홍진욱 - 바울(즈비기뉴 웰러리스)
- 곽윤상 - 크로톤(다리우스 주지스진)
- 은정 - 에우리케(마르타 피에초왁)